# Gerhard Ysing
Gerhard Arentsson Ysing, skrevs även Gerdt, bördig från Stade i Tyskland, död 1673 i Örebro, var en svensk industriman och hammarpatron.
Ysing blev ägare till egendomen Valåsens bruk i slutet av 1630-talet, som han köpt av borgmästaren Arvid Bengtsson. Liksom Valåsen ägde Ysing Hageby bruk.
Ysing gifte sig med Maria Camitz. Makarna fick en dotter som gifte sig med brukspatronen Borgström och deras son blev stamfader för adelsätten Adelheim.
Ysing och hans hustru skänkte år 1726 en minnestavla till Karlskoga kyrka.